# Mekarsari (Pagelaran)
Mekarsari is een bestuurslaag in het regentschap Cianjur van de provincie West-Java, Indonesië. Mekarsari telt 4216 inwoners (volkstelling 2010).